# Prolasius antennatus
Prolasius antennatus é uma espécie de formiga do gênero Prolasius, pertencente à subfamília Formicinae.